# (8517) 1992 BB5
A (8517) 1992 BB5 a Naprendszer kisbolygóövében található aszteroida. Ueda Szeidzsi és Kaneda Hirosi fedezte fel 1992. január 28-án.